# Регіони Японії
Регіони Японії — регіони в Японії, які традиційно використовуються для позначення територій Японського архіпелагу, що мають спільні або близькі історичні, соціальні і географічні особливості. Ці регіони не є частиною сучасного адміністративного поділу Японії, але традиційно вживаються в урядовій документації, спеціальній та навчальній літературі як територіальні одиниці надпрефектурного рівня.

## Регіони
Таблиця показує загальноприйнятий поділ префектур за регіонами з півночі на південь.
| Регіон   | Префектури                                                            |
| -------- | --------------------------------------------------------------------- |
|          |                                                                       |
| Хоккайдо | Хоккайдо                                                              |
| Тохоку   | Акіта, Аоморі, Фукусіма, Івате, Міяґі, Ямаґата                        |
| Канто    | Тіба, Ґумма, Ібаракі, Канаґава, Сайтама, Тотіґі, Токіо                |
| Тюбу     | Айті, Фукуй, Ґіфу, Ісікава, Наґано, Ніїґата, Сідзуока, Тояма, Яманасі |
| Кінкі    | Хіого, Кіото, Міє, Нара, Осака, Сіґа, Вакаяма                         |
| Тюґоку   | Хіросіма, Окаяма, Сімане, Тотторі, Ямаґуті                            |
| Шікоку   | Ехіме, Каґава, Коті, Токусіма                                         |
| Кюсю     | Фукуока, Каґосіма, Кумамото, Міядзакі, Нагасакі, Ойта, Саґа, Окінава  |

## Префектури
Таблиця показує загальноприйнятий поділ префектур з півночі на південь.
| 01. Хоккайдо 02. Аоморі 03. Івате 04. Міяґі 05. Акіта 06. Ямаґата 07. Фукусіма 08. Ібаракі 09. Тотіґі 10. Ґумма 11. Сайтама 12. Тіба 13. Токіо 14. Канаґава 15. Ніїґата 16. Тояма | 17. Ісікава 18. Фукуй 19. Яманасі 20. Наґано 21. Ґіфу 22. Сідзуока 23. Айті 24. Міє 25. Сіґа 26. Кіото 27. Осака 28. Хіого 29. Нара 30. Вакаяма 31. Тотторі 32. Сімане | 33. Окаяма 34. Хіросіма 35. Ямаґуті 36. Токусіма 37. Каґава 38. Ехіме 39. Коті 40. Фукуока 41. Саґа 42. Нагасакі 43. Кумамото 44. Ойта 45. Міядзакі 46. Каґосіма 47. Окінава |